# Cycloramphus
Cycloramphus – rodzaj płazów bezogonowych z rodziny Cycloramphidae.  

## Zasięg występowania
Rodzaj obejmuje gatunki występujące w południowo-wschodniej Brazylii. 

## Systematyka

### Etymologia
- Cycloramphus: gr. κυκλος kuklos „koło”[12]; ῥαμφος rhamphos „dziób”[13].
- Pithecopsis: gr. πιθηκος pithēkos „małpa”[14]; οψις opsis, οψεως opseōs „wygląd”[15]. Gatunek typowy: Cycloramphus fulginosus Tschudi, 1838.
- Zachaenus: gr. ζα- za- „bardzo”[16]; χαινω khainō „rozdziawiać usta, ziewać”[17]. Gatunek typowy: Cystignathus parvulus Girard, 1853.
- Grypiscus: gr. γρυπος grupos „haczykowaty nos”[18]; łac. przyrostek zdrabniający -iscus, od gr. przyrostka zdrabniającego -ισκος iskos[19]. Gatunek typowy: Grypiscus umbrinus Cope, 1867.
- Oocormus: gr. ωον ōon „jajo”[20]; κορμος kormos „pień”[21]. Gatunek typowy: Oocormus microps Boulenger, 1905 (= Cystignathus parvulus Girard, 1853).
- Iliodiscus: łac. ilium „pachwina, bok”[22]; gr. δισκος diskos „płaski, płyta”[23]. Gatunek typowy: Iliodiscus dubius Miranda-Ribeiro, 1920.
- Craspedoglossa: gr. κρασπεδον kraspedon „frędzel”[24]; γλωσσα glōssa „język”[25]. Gatunek typowy: Craspedoglossa santae-catharinae Müller, 1922 (= Borborocoetes bolitoglossus Werner, 1897).
- Niedenia: Fritz Nieden (1883–1942), niemiecki herpetolog[10]. Gatunek typowy: Niedenia spinulifer Ahl, 1924 (= Cycloramphus asper Werner, 1899).

### Podział systematyczny
Do rodzaju należą następujące gatunki:

- Cycloramphus acangatan Verdade & Rodrigues, 2003
- Cycloramphus asper Werner, 1899
- Cycloramphus bandeirensis Heyer, 1983
- Cycloramphus bolitoglossus (Werner, 1897)
- Cycloramphus boraceiensis Heyer, 1983
- Cycloramphus brasiliensis (Steindachner, 1864)
- Cycloramphus carvalhoi Heyer, 1983
- Cycloramphus catarinensis Heyer, 1983
- Cycloramphus cedrensis Heyer, 1983
- Cycloramphus diringshofeni Bokermann, 1957
- Cycloramphus dubius (Miranda-Ribeiro, 1920)
- Cycloramphus duseni (Andersson, 1914)
- Cycloramphus eleutherodactylus (Miranda-Ribeiro, 1920)
- Cycloramphus faustoi Brasileiro, Haddad, Sawaya & Sazima, 2007
- Cycloramphus fuliginosus Tschudi, 1838
- Cycloramphus granulosus Lutz, 1929
- Cycloramphus heyeri Segalla, Berneck, Canedo, Caramaschi, Cruz, Garcia, Grant, Haddad, Lourenço, Mângia, Mott, Nascimento, Toledo, Werneck & Langone, 2021
- Cycloramphus izecksohni Heyer, 1983
- Cycloramphus juimirim Haddad & Sazima, 1989
- Cycloramphus lithomimeticus Silva & Ouvernay, 2012
- Cycloramphus lutzorum Heyer, 1983
- Cycloramphus migueli Heyer, 1988
- Cycloramphus mirandaribeiroi Heyer, 1983
- Cycloramphus ohausi (Wandolleck, 1907)
- Cycloramphus organensis Weber, Verdade, Salles, Fouquet & Carvalho-e-Silva, 2011
- Cycloramphus parvulus (Girard, 1853)
- Cycloramphus rhyakonastes Heyer, 1983
- Cycloramphus semipalmatus (Miranda-Ribeiro, 1920)
- Cycloramphus stejnegeri (Noble, 1924)
- Cycloramphus valae Heyer, 1983